# Merani Tbilisi
Merani Tbilisi (Georgisch: მერანი თბილისი) is een Georgische voetbalclub uit de hoofdstad Tbilisi.
De club werd opgericht als Milani-Merani Tsnori en verhuisde in 2005 naar de hoofdstad en werd vicekampioen in de 2de klasse waardoor promotie afgedwongen werd voor de hoogste klasse. Tot en met het seizoen 2007/2008 speelde het in de Erovnuli Liga. Daarna ging het bergafwaarts met de club en speelde het een aantal seizoen in de Liga 3. Na promotie in 2017 slaagde de club er in 2019 om terug te keren op het hoogste niveau van het Georgische voetbal.

## Eindklasseringen (grafiek) vanaf 1992
| 10 |

| 16 |

| 14 |

| 5 |

| 1 |

| 4 |

| 7 |

| 6 |

| 14 |

| 11 |

| 1 |

| 11 |

| 3 |

| 14 |

| 2 |

| 11 |

| 12 |

| 10 |

| 8 |

| 10 |

| 5 |

| ? |

| ? |

| 10 |

| 7 |

| 1 |

| 2 |

| 4 |

| 1 |

| 10 |

| 5 |

| 6 |

| 10 |

| 7 |

| Erovnuli Liga | Erovnuli Liga 2 | Liga 3 (Georgië) |

FC Bachmaro ·
FC Betlemi Keda ·
FK Bordzjomi ·
FC Gardabani ·
Gori · 
Goeria Lantsjchoeti · 
FC Gonio ·
Iberia 1999 2 · 
Lokomotivi Tbilisi-2 ·
FC Matsjachela Chelvatsjaoeri ·
Merani Martvili ·
Merani Tbilisi ·
FK Mesjachte Tkiboeli ·
FC Orbi Tbilisi ·
FC Varketili ·
FC Zestafoni